# 贵屿镇
贵屿镇是中华人民共和国广东省汕头市潮阳区所辖一个行政建制镇，位於南中國海海岸，由潮陽區四條行政村組成，合共人口15萬。位于潮阳区西部与潮南区和普宁市三区市交界处，总面积52.17平方公里，下辖8个居委会：居民委员会：龙港、仙彭、华美、南安、北林、联堤、东洋、贵屿，和19个村委会：渡头、仙马、凤港、凤新、泗美、玉窖、后望、新厝、湄洲、佳安、山力、下陇、新乡、坑仔、浮山、山联、山前、西美、石夹。至2003年末总人口13.3727万人。該鎮是中国首批循环经济试点单位。該鎮被指是全球最大的电子垃圾处理场，饱受污染的练江流经此地。与清远市龙塘镇、南海区大沥镇等是全中国8大电子洋垃圾集散地。贵屿镇的环境污染问题曾被“Basel Action Network”制成纪录片，引起绿色和平组织、联合国环境署、巴塞爾公約等国际社会、组织的关注。。《健力士世界大全》2013年版將當地的環境問題紀錄，並指當地是全世界最大的电子垃圾處理場。

## 电子废物

### 处理历史
贵屿大约在1995年开始接收电子废物，慢慢吸引了地方农民为处理场堆填该等废料，估计有15万工人在贵屿从事相关工作。每个工人平均每日只有15美元的工资，每日平均工作10小时。处理废物的手法也十分原始。工人通常会对电路板进行加热，以清除表面芯片并接合物，再烧熔电线等物料提炼出铜，并将强酸倒入河岸淋洗芯片，提出内在的金，或扫走打印机墨盒的调色剂。

### 污染
处理期间释出的重金属及有毒物质，如铅、铬、锡等，已严重污染当地土壤。2008年，一項研究比較貴嶼當地一家工場及30公里外兩個地區的塵埃樣本，分析當中重金屬污染的程度，結果發現當地塵埃的鉛及銅含量為30公里以外地區的371倍與115倍；此外研究亦發現這些塵埃不單在流經的连江沉澱，而河流本身亦其實早已被三倍安全指引以上的多氯聯苯污染。燃燒掉的塑膠令當地八成的兒童血液內的鉛水平達至危險程度；而当地儿童长期接触二恶英灰烬，而居民则同时受重金属的影响，健康受到很大损害。污染物同时进入水源，河水已经不能饮用，当地的饮用水只能由其它地方运送而来。根据BAN的报告，水中的铅含量超出欧盟安全标准两倍。而灰烬与塑料废物则被随处弃置在稻田及练江江的堤围。

### 近况
60分钟时事杂志在2008年到贵屿镇进行采访，发现当地污染情况未有太大改善，而根据CBS的报导，贵屿县的流产率比正常高出六倍，70%的儿童血含铅量亦过高。
2013年開始，當地地方政府把最污染的電子廢物處理工場遷入實驗性質的工業生態學工業生態園，名為国家循环经济试点产业园。在那里，有毒废物副产品可以得到更好的处理和回收。该镇的空气和水质随后得到改善，但许多地方仍受到电子垃圾处理残留物的污染且尚未得到清理。